# Rynhardt Elstadt

a Compétitions nationales et continentales officielles uniquement.

b Matchs officiels uniquement.
Dernière mise à jour le 30 décembre 2023.
Rynhardt Elstadt, né le 20 décembre 1989 à Johannesbourg, est un joueur international sud-africain de rugby à XV qui joue aux postes de troisième ligne aile ou deuxième ligne aux Stormers puis au Stade toulousain.
Il commence sa carrière dans son pays natal, en Afrique du Sud, où il remporte la Currie Cup à deux reprises en 2012 et 2014, puis le Rugby Challenge en 2017 avec la Western Province. En parallèle, il joue en Super Rugby avec les Stormers. Il rejoint ensuite le Stade toulousain en 2017, avec qui il remporte le Championnat de France en 2019 et 2021 ainsi que la Coupe d'Europe, également en 2021. Durant son passage à Toulouse, il devient international Sud-africain. Avec les Springboks il gagne le Rugby Championship en 2019.

## Biographie

### Début de carrière en Afrique du Sud (2010-2017)
Rynhardt Elstat joue dans un premier temps avec les Boland Cavaliers, avant de rejoindre la Western Province en 2008, avec qui il joue ses premiers matchs professionnels durant la Vodacom Cup en 2010 (en). Dès sa première saison, il joue sept matchs, tous en tant que titulaire. Il participe ensuite aux matchs aller de la Currie Cup 2010, mais ne participe pas aux phases finales où son équipe est battue en finale par les Natal Sharks. Cette année, il joue également la Varsity Cup (en) avec les Maties de l'Université de Stellenbosch, qui remportent la compétition. L'année suivante, il fait ses débuts en Super Rugby avec les Stormers, durant la saison 2011. À ses débuts, il est décrit par Rassie Erasmus comme une version plus jeune de Bakkies Botha, légende du rugby sud-africain.
En 2012, il joue dans un premier temps 13 rencontres de Super Rugby avec les Stormers, éliminés en demi-finale, puis ne joue que deux matchs de Currie Cup avec la Western Province, ne participant pas à la finale remportée par son équipe face aux Natal Sharks. L'année suivante, en 2013, il est de nouveau finaliste de Currie Cup, mais ne participe toujours pas aux phases finales, bien qu'il ait joué la phase régulière. Son équipe est battue par les Natal Sharks.
En 2014, il est pour la troisième fois consécutive finaliste de la Currie Cup. Cette fois, il participe à cette finale contre les Golden Lions. Il est titulaire en troisième ligne et son équipe s'impose 19 à 16,. L'année suivante, pour la quatrième fois d'affilée, la Western Province est finaliste de Currie Cup et affronte de nouveau les Golden Lions qui prennent leur revanche et s'imposent 32-24. Elstadt est titulaire lors de cette finale,.
En 2017, pour sa dernière saison en Afrique du Sud, il participe à une rencontre de Rugby Challenge, compétition qui voit son équipe s'imposer en finale face aux Griquas, bien qu'Elstadt ne participe pas à ce match.

### Départ en France au Stade toulousain (2017-2023)

#### Première saison en Top 14

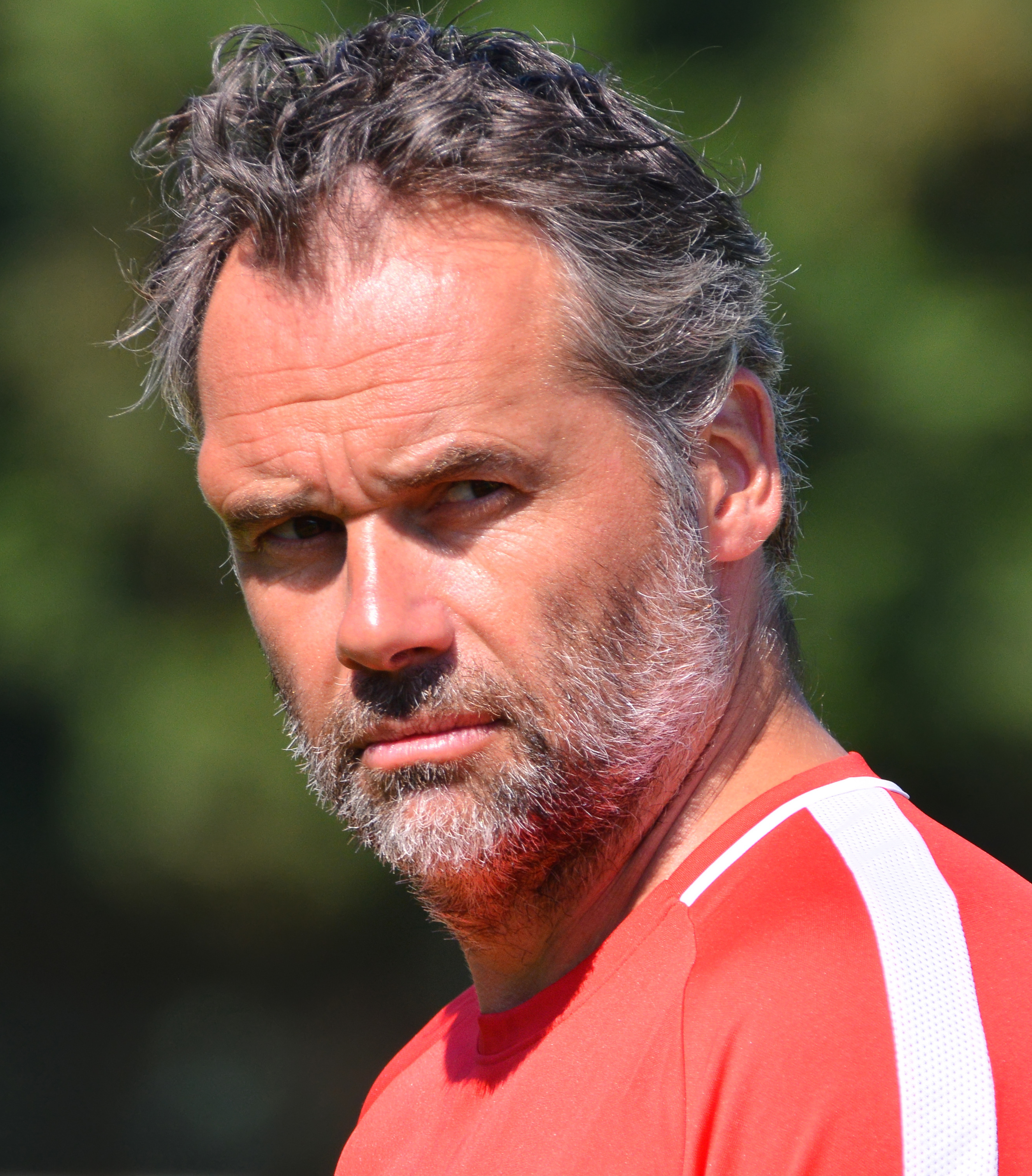
Ugo Mola, ici en 2018, est l'entraîneur de Rynhardt Elstadt de 2017 à 2023.

Après sept années passées en Afrique du Sud, Rynhardt Elstadt arrive au Stade toulousain en cours de saison 2017-2018 pour combler les départs de Patricio Albacete et Edwin Maka, partis au Racing 92 à l'intersaison. Il s'impose dès son arrivée dans l'équipe toulousaine et devient rapidement l'un des joueurs les plus utilisés par Ugo Mola, son entraîneur. Pour sa première saison en France, il joue 20 matchs pour 14 titularisations. Le Stade toulousain est éliminé en barrages du Top 14 par Castres.

#### Champion de France et débuts avec les Springboks en 2019
Rynhardt Elstadt réalise une bonne saison 2018-2019, durant laquelle il joue 12 matchs de Top 14 et sans inscrire d'essais. Le Stade toulousain réalise une grande saison et se qualifie en demi-finale du championnat, durant laquelle il est titulaire en troisième ligne aux côtés de François Cros et Jerome Kaino, puis en finale où il est reconduit en tant que titulaire. En juin 2019, il remporte son premier titre avec le Stade toulousain en s'imposant en finale du Top 14 face à Clermont (24-18),. À l'issue de cette saison, il est élu dans la meilleure troisième ligne de la saison de Top 14 par les internautes du site www.rugbyrama.fr.
International avec les moins de 20 ans sud-africains en 2009, il est sélectionné pour la première fois de sa carrière avec les Springboks pour préparer le Rugby Championship 2019. Il connaît sa première cape à l'occasion de la première journée de la compétition, lorsqu'il est titulaire face à l'Australie. Il joue 60 minutes et son pays s'impose 35-17. Il ne joue pas les deux matchs suivants que l'Afrique du Sud gagne, remportant ainsi le tournoi pour la première fois depuis sa création en 2012. Il s'agit du premier titre international remporté par Elstadt. Toutefois, il n'est ensuite pas retenu dans le groupe de 31 joueurs sélectionnés pour disputer la Coupe du monde au Japon, qui verra l'Afrique du Sud remporter la compétition.
Puis, il commence la saison suivante (2019-2020) en tant que titulaire au Stade toulousain, en jouant dix-huit matchs dont seize en tant que titulaire avant l'arrêt prématuré des compétitions lié à la pandémie de Covid-19.

#### Champion d'Europe et de France en 2021
Durant la saison 2020-2021, Rynhardt Elstadt est l'un des titulaires indiscutables de son club en troisième ligne et est considéré comme l'un des meilleurs défenseurs du championnat de France. Le Stade toulousain réalise un sans faute en Coupe d'Europe, et éliminent le Munster, Clermont puis l'Union Bordeaux Bègles en demi-finale, et atteint donc la finale de la compétition. En finale, contre le Stade rochelais, il est titulaire en troisième ligne accompagné par Cros et Kaino et joue l'intégralité de la rencontre, malgré un carton jaune. Les Toulousains s'imposent 22 à 17 et remportent leur cinquième titre dans la compétition,.
En Top 14, il joue 19 matchs cette saison, tous en tant que titulaire, dont la demi-finale gagnée face à l'UBB et la finale face au Stade rochelais, pour le seconde fois de la saison. En finale, il encore une fois de plus titulaire en troisième ligne, avec Selevasio Tolofua et François Cros et joue toute la rencontre. Toulouse s'impose une fois de plus, sur le score de 18 à 8 et Rynhardt Elstadt remporte son deuxième titre de la saison, le troisième de sa carrière avec le Stade toulousain.
Après ce doublé, il rejoint l'Afrique du Sud avec qui il doit affronter les Lions britanniques et irlandais. Il participe au premier test, fin juillet au Cap, durant lequel il joue 17 minutes. Puis, il se blesse gravement à une cheville durant un entraînement, le rendant indisponible plus de cinq mois. Il fait ainsi son retour sur le terrains en Top 14, au mois de février, durant la deuxième partie de saison 2021-2022. Il joue au total 13 matchs toutes compétitions confondues cette saison. Toulouse s'incline en demi-finale dans les deux compétitions contre le Leinster Rugby à Dublin en Coupe d'Europe, puis contre le Castres olympique à Nice en Top 14 où il est titulaire.
Il dispute le dernier match de sa carrière le 11 novembre 2023 contre l'USA Perpignan, après avoir prolongé son contrat avec le Stade toulousain le temps de quelques mois en tant que joker Coupe du monde.

## Statistiques

### En club

#### En Afrique du Sud
| Année | Équipe           | Compétition     | Matchs | Titularisations | Points | Essais |
| ----- | ---------------- | --------------- | ------ | --------------- | ------ | ------ |
| 2010  | Western Province | Vodacom Cup     | 7      | 7               | 0      | 0      |
| 2010  | Western Province | Currie Cup      | 5      | 5               | 0      | 0      |
| 2011  | Stormers         | Super Rugby     | 15     | 15              | 0      | 0      |
| 2012  | Western Province | Vodacom Cup     | 2      | 2               | 0      | 0      |
| 2012  | Western Province | Currie Cup      | 2      | 2               | 0      | 0      |
| 2012  | Stormers         | Super Rugby     | 13     | 13              | 0      | 0      |
| 2013  | Western Province | Currie Cup      | 7      | 7               | 0      | 0      |
| 2013  | Stormers         | Super Rugby     | 10     | 9               | 0      | 0      |
| 2014  | Western Province | Currie Cup      | 8      | 4               | 5      | 1      |
| 2014  | Stormers         | Super Rugby     | 2      | 2               | 0      | 0      |
| 2015  | Western Province | Currie Cup      | 8      | 8               | 15     | 3      |
| 2015  | Stormers         | Super Rugby     | 2      | 2               | 0      | 0      |
| 2016  | Western Province | Currie Cup      | 6      | 6               | 0      | 0      |
| 2016  | Stormers         | Super Rugby     | 11     | 4               | 0      | 0      |
| 2017  | Western Province | Rugby Challenge | 1      | 1               | 0      | 0      |
| 2017  | Stormers         | Super Rugby     | 6      | 6               | 10     | 2      |
| Total | Total            | Total           | 105    | 93              | 30     | 6      |

#### En France
| Saison    | Club             | Championnat | Championnat | Championnat | Coupe d'Europe     | Coupe d'Europe | Coupe d'Europe |
| Saison    | Club             | Compétition | M           | Ess.        | Compétition        | M              | Ess.           |
| --------- | ---------------- | ----------- | ----------- | ----------- | ------------------ | -------------- | -------------- |
| 2017-2018 | Stade toulousain | Top 14      | 15          | -           | Challenge européen | 5              | -              |
| 2018-2019 | Stade toulousain | Top 14      | 19          | 1           | Coupe d'Europe     | 8              | -              |
| 2019-2020 | Stade toulousain | Top 14      | 12          | -           | Coupe d'Europe     | 6              | -              |
| 2020-2021 | Stade toulousain | Top 14      | 19          | 2           | Coupe d'Europe     | 3              | -              |
| 2021-2022 | Stade toulousain | Top 14      | 9           | -           | Coupe d'Europe     | 4              | -              |
| 2022-2023 | Stade toulousain | Top 14      | 15          | -           | Champions Cup      | 2              | -              |
| Total     | Total            | Top 14      | 89          | 3           | Coupes d'Europe    | 28             | 0              |

### Internationales

#### Équipe d'Afrique du Sud des moins de 20 ans
Rynhardt Elstadt a disputé trois matchs avec l'équipe d'Afrique du Sud des moins de 20 ans en une saison, prenant part à une édition Championnat du monde junior en 2009. Il n'a pas inscrit d'essais

#### Équipe d'Afrique du Sud
Au 13 avril 2023, Rynhardt Elstadt compte quatre sélections en équipe d'Afrique du Sud mais n'a pas marqué d'essais. Il a pris part à une édition du Rugby Championship en 2019.
| Année | Compétition            | Matchs | Points | Essais |
| ----- | ---------------------- | ------ | ------ | ------ |
| 2019  | The Rugby Championship | 1      | -      | -      |
| 2019  | Test matchs            | 1      | -      | -      |
| 2021  | Test matchs            | 1      | -      | -      |
| 2022  | Test matchs            | 1      | -      | -      |
| Total | Total                  | 4      | 0      | 0      |

## Palmarès

### En club
- Western Province
  - Vainqueur de la Currie Cup en 2012[N 1] et 2014
  - Vainqueur du Rugby Challenge en 2017[N 1]
  - Finaliste de la Currie Cup en 2010[N 1], 2013[N 1] et 2015

- Stade toulousain
  - Vainqueur du Championnat de France en 2019, 2021, 2023 et 2024
  - Vainqueur de la Coupe d'Europe en 2021

### En équipe nationale
- Afrique du Sud
  - Vainqueur du Rugby Championship en 2019